# جامعة جنوب شرق النرويج
جامعة جنوب شرق النرويج (بالنرويجية: Universitetet i Sørøst-Norge واختصاراً USN) هي جامعة حكومية في النرويج. تأسست في 4 مايو 2018، بعد عامين من دمج اثنين من الكليات الجامعية القائمة بالفعل في مقاطعة تلمارك ومقاطعتي بوسكرود وفستفولد عام 2016. وبذلك تكون أحدث جامعات النرويج. يتوزّع الحرم الجامعي على ثمان مدن مختلفة هي: بو (تلمارك)، بورشغرون، نوتودن، راولاند، درامن، هونفوس، كونغسبرغ، هورتن. وتعتبر بعد الدمج إحدى أكبر مؤسسات التعليم العالي في النرويج، حيث يبلغ عدد طاقمها 1,600 وتضم حوالي 18 ألف طالب. رئيس الجامعة هو البروفسور بيتر أوسِن.
تضم الجامعة ثمان كليات بها 88 برنامجاً للبكالوريوس و44 برنامجاً للماجستير وسبعة للدكتوراه. وهي الوحيدة في النرويج التي تقدم برامج دراسية في علم البصريات والتأليف الأدبي والموسيقى الفلكلورية.

## الكليات
تضم الجامعة أربع كليات تتوزع بشكل متقاطع بين مدن الحرم الجامعي الثمانية:
- كلية العلوم الإنسانية والرياضية والتربوية
- كلية العلوم الصحية والاجتماعية
- كلية التكنولوجيا والعلوم الطبيعية والبحرية
- مدرسة الاقتصاد

## ‌وصلات خارجية
- الموقع الرسمي (بالنرويجية)